# Звідки ми прийшли? Хто ми? Куди ми йдемо?
«Звідки ми прийшли? Хто ми? Куди ми йдемо?» — картина французького художника Поля Гогена, одна з найвідоміших його робіт. Створена на Таїті, станом на 2010-ті роки зберігається в Музеї витончених мистецтв у Бостоні, Массачусетс, США.

## Походження й історія
Поль Гоген вирушив на Таїті в 1891 році в пошуках суспільства природнішого і простішого, ніж його рідне французьке. На додаток до декількох створених ним картин, які виражають його високоіндивідуалістичну міфологію, він почав цю картину в 1897 і закінчив в 1898 році. Сам художник вважав твір піднесеною кульмінацією своїх роздумів.
Хоронителі Бостонського Музею витончених мистецтв, де картина знаходиться нині, постійно змінюють свої записи про історію володіння картиною в міру виявлення нових фактів. 1898 року Гоген відправив картину Джорджу Даніелю де Монфрейд в Париж. Потім вона переходила і продавалася декільком іншим паризьким і європейським торговцям і колекціонерам, поки її не купила Галерея Марії Гарріман в Нью-Йорку в 1936 році. Бостонський Музей витончених мистецтв придбав її у Галереї Марії Гарріман 16 квітня 1936 року.
Картина виставлена в Музеї витончених мистецтв (номер 36.270) в колекції Томпкінса, частина Галереї Сідні і Естер Рабб (яка демонструє європейське мистецтво років 1870–1900). Вона приблизно 1,5 м заввишки і понад 3,6 м завдовжки.

## Стиль і аналіз
Поль Гоген задумав покінчити життя самогубством після завершення цієї картини, що він намагався зробити й раніше. Він вказав, що картину треба читати справа наліво — три основні групи фігур ілюструють питання, поставлені в назві. Три жінки з дитиною представляють початок життя; середня група символізує щоденне існування зрілості; в завершальній групі, за задумом художника, «стара жінка, що наближається до смерті, здається примиреною і відданою своїм роздумам» біля її ніг «дивний білий птах… являє марність слів». Блакитний ідол на задньому плані, мабуть, представляє те, що Гоген описав як «потойбічний світ». Про повноту картини він сказав таке: «Я вірю, що це полотно не тільки перевершує всі мої попередні, і що я ніколи не створю щось краще або навіть схоже».
Картина є ключовою в новаторському постімпресіоністському стилі Гогена; його мистецтво підкреслювало чітке використання фарб і товстих мазків, принципів імпресіонізму, водночас прагнуло передати емоційну або експресіоністську силу. Воно виникло разом з іншими авангардними течіями XX століття, включаючи кубізм і фовізм.